# Municipio de Orange (Dakota del Norte)
El municipio de Orange (en inglés: Orange Township) es un municipio ubicado en el condado de Adams en el estado estadounidense de Dakota del Norte. En el año 2010 tenía una población de 22 habitantes y una densidad poblacional de 0,27 personas por km².

## Geografía
El municipio de Orange se encuentra ubicado en las coordenadas 46°0′45″N 102°3′14″O / 46.01250, -102.05389. Según la Oficina del Censo de los Estados Unidos, el municipio tiene una superficie total de 93.07 km², de la cual 92,73 km² corresponden a tierra firme y (0,37 %) 0,34 km² es agua.

## Demografía
Según el censo de 2010, había 22 personas residiendo en el municipio de Orange. La densidad de población era de 0,24 hab./km². De los 22 habitantes, el municipio de Orange estaba compuesto por el 100 % blancos. Del total de la población el 0 % eran hispanos o latinos de cualquier raza.